# 宽球藻目
宽球藻目（学名：Pleurocapsales）为蓝藻纲的一个目。

## 下级分类
本目包括以下科：
- 水球藻科 Hydrococcaceae Kützing, 1843
- 宽球藻科 Pleurocapsaceae Geitler, 1925
- 异球藻科 Xenococcaceae Ercegović, 1932